# Palneca
Palneca (in corso Palleca) è un comune francese di 164 abitanti situato nel dipartimento della Corsica del Sud nella regione della Corsica.

## Società

### Evoluzione demografica
Abitanti censiti